# Gaston Reiff
Gaston Étienne Ghislaine Reiff (Braine-l'Alleud, 24 febbraio 1921 – Braine-l'Alleud, 6 maggio 1992) è stato un mezzofondista belga, campione olimpico dei 5000 metri piani ai Giochi olimpici di Londra 1948. In quell'occasione sconfisse il fuoriclasse Emil Zátopek e divenne il primo belga a vincere un oro olimpico nell'atletica leggera.

## Biografia
In carriera ha stabilito i record mondiali dei 2000 metri piani, 3000 metri piani e 2 miglia. Oltre al titolo olimpico conquistato nel 1948, ha vinto un bronzo ai campionati europei di Bruxelles 1950 nei 5000 m.
Ha vinto 24 titoli nazionali, con 26 record belgi; nel 1951 deteneva tutti i primati dai 1000 ai 10000 metri piani. Nel 2002 è stato inserito al terzo posto nella classifica degli atleti valloni del XX secolo.

## Palmarès
| Anno | Manifestazione  | Sede      | Evento       | Risultato | Prestazione | Note            |
| ---- | --------------- | --------- | ------------ | --------- | ----------- | --------------- |
| 1946 | Europei         | Oslo      | 5000 m piani | 6º        | 14'45"8     |                 |
| 1948 | Giochi olimpici | Londra    | 5000 m piani | Oro       | 14'17"6     | Record olimpico |
| 1950 | Europei         | Bruxelles | 5000 m piani | Bronzo    | 14'26"2     |                 |
| 1952 | Giochi olimpici | Helsinki  | 5000 m piani | Finale    | dnf         |                 |

## Campionati nazionali
1943
- Oro ai campionati belgi di corsa campestre - 28'47"

1950
- Oro ai campionati belgi, 10000 m piani - 30'40"0

1951
- Oro ai campionati belgi, 5000 m piani - 14'52"4

1952
- Oro ai campionati belgi, 5000 m piani - 14'50"6

1953
- Oro ai campionati belgi, 5000 m piani - 14'43"2

## Altre competizioni internazionali
1943
- Oro alla CrossCup de Hannut ( Hannut)

1947
- Oro alla CrossCup de Hannut ( Hannut)